# Пилюшина, Наталья
Наталья Пилюшина (лит. Natalija Piliušina, род. 22 октября 1990 года в Клайпеде) — литовская легкоатлетка, восьмикратная чемпионка NCAA, рекордсменка Литвы и Прибалтики по бегу на 1 милю; спортсменка года штата Оклахома. Занимается бегом как по треку, так и по пересечённой местности.

## Краткая биография
Родители — Александр и Дайва Пилюшины. Окончила гимназию «Ажуолинас» в Клайпеде, где занималась лёгкой атлетикой. Первые тренеры — Ромас и Йоланта Берзински. Дебютировала в 2006 году в лёгкой атлетике, выступая на разных международных турнирах, в том числе и в России («Балтийская весна—2006» в Калининграде).
Наталья дважды побеждала на чемпионате Литвы по лёгкой атлетике в беге на 400 м с барьерами и установила рекорд Литвы среди юниоров на дистанции в 1500 метров. Выступала на юниорских и молодёжных чемпионатах Европы и мира, но не попадала в призёры ни разу. Участница Универсиад 2013 года в Казани и 2015 года в Кванджу. Неоднократная победительница различных легкоатлетических соревнований в США.
На командном чемпионате Европы по лёгкой атлетике в первой лиге 2015 года Наталья взяла «серебро» на дистанции в 1500 метров, но сборная Литвы по итогам турнира вылетела во Вторую лигу, заняв предпоследнее место в командном зачёте.

## Достижения

### Big 12 Conference
- Чемпионка в беге на 800 м: 2011 (в помещении и на открытом воздухе), 2012 (в помещении и на открытом воздухе)[10], 2013 (в помещении и на открытом воздухе)
- Чемпионка в комплексной эстафете: 2011 (в помещении), 2012 (в помещении)
- Чемпионка в беге на 1500 м: 2015 (на открытом воздухе)

### All-American
- Чемпионка в беге на 1500 м: 2013 м (на открытом воздухе)[11]
- Серебряный призёр в беге на 800 м: 2012 (в помещении и на открытом воздухе)

### Международные турниры
- Серебряный призёр первой лиги командного чемпионата Европы: 2015